# Målen, Östergötland
Målen är en sjö i Mjölby kommun i Östergötland och ingår i Motala ströms huvudavrinningsområde. Sjön har en area på 0,0454 kvadratkilometer och ligger 127,9 meter över havet.

## Delavrinningsområde
Målen ingår i det delavrinningsområde (645766-146744) som SMHI kallar för Mynnar i Aren. Medelhöjden är 134 meter över havet och ytan är 1,82 kvadratkilometer. Det finns ett avrinningsområde uppströms, och räknas det in blir den ackumulerade arean 2,3 kvadratkilometer. Vattendraget som avvattnar avrinningsområdet har biflödesordning 6, vilket innebär att vattnet flödar genom totalt 6 vattendrag innan det når havet efter 117 kilometer. Avrinningsområdet består mestadels av skog (72 procent), öppen mark (11 procent) och jordbruk (15 procent). Avrinningsområdet har 0,15 kvadratkilometer vattenytor vilket ger det en sjöprocent på 0,6 procent.